# العلاقات الصربية اللبنانية
العلاقات الصربية اللبنانية هي العلاقات الثنائية التي تجمع بين صربيا ولبنان.

## مقارنة بين البلدين
هذه مقارنة عامة ومرجعية للدولتين:
| وجه المقارنة                                              | صربيا                                                      | لبنان                                                                |
| --------------------------------------------------------- | ---------------------------------------------------------- | -------------------------------------------------------------------- |
| المساحة (كم2)                                             | 88.36 ألف                                                  | 10.45 ألف                                                            |
| عدد السكان (نسمة)                                         | 7.02 مليون                                                 | 6.10 مليون                                                           |
| الكثافة السكانية (ن./كم²)                                 | 79.45                                                      | 583.73                                                               |
| العاصمة                                                   | بلغراد                                                     | بيروت                                                                |
| اللغة الرسمية                                             | اللغة الصربية                                              | اللغة العربية، لغة فرنسية                                            |
| العملة                                                    | دينار صربي                                                 | ليرة لبنانية                                                         |
| الناتج المحلي الإجمالي (بليون دولار)                      | 41.43 مليار                                                | 51.84 مليار                                                          |
| الناتج المحلي الإجمالي (تعادل القوة الشرائية) بليون دولار | 100.13 مليار                                               | 81.54 مليار                                                          |
| الناتج المحلي الإجمالي الاسمي للفرد دولار أمريكي          | 5.24 ألف                                                   | 8.05 ألف                                                             |
| الناتج المحلي الإجمالي للفرد دولار أمريكي                 | 13.59 ألف                                                  | 17.46 ألف                                                            |
| مؤشر التنمية البشرية                                      | 0.771                                                      | 0.769                                                                |
| رمز المكالمات الدولي                                      | +381                                                       | +961                                                                 |
| رمز الإنترنت                                              | .rs، .срб ‏                                                 | .lb                                                                  |
| المنطقة الزمنية                                           | توقيت وسط أوروبا، ت ع م+01:00، ت ع م+02:00، أوروبا/بلغراد ‏ | ت ع م+02:00، ت ع م+03:00، توقيت شرق أوروبا، توقيت شرق أوروبا الصيفي ‏ |

## منظمات دولية مشتركة
يشترك البلدان في عضوية مجموعة من المنظمات الدولية، منها:
| علم المنظمة | اسم المنظمة                               | تاريخ انضمام صربيا | تاريخ انضمام لبنان |
| ----------- | ----------------------------------------- | ------------------ | ------------------ |
|             | مؤسسة التنمية الدولية                     | 25 فبراير 1993     | 10 أبريل 1962      |
|             | يونسكو                                    | 20 ديسمبر 2000     | 4 نوفمبر 1946      |
|             | وكالة ضمان الاستثمار متعدد الأطراف        | 19 مارس 1993       | 19 أكتوبر 1994     |
|             | الأمم المتحدة                             | 1 نوفمبر 2000      | 24 أكتوبر 1945     |
|             | الاتحاد البريدي العالمي                   | ?                  | ?                  |
|             | البنك الدولي للإنشاء والتعمير             | 25 فبراير 1993     | 14 أبريل 1947      |
|             | الاتحاد الدولي للاتصالات                  | 1 يونيو 2001       | 12 يناير 1924      |
|             | منظمة حظر الأسلحة الكيميائية              | ?                  | ?                  |
|             | مؤسسة التمويل الدولية                     | 25 فبراير 1993     | 28 ديسمبر 1956     |
|             | المركز الدولي لتسوية المنازعات الاستشارية | 8 يونيو 2007       | 25 أبريل 2003      |
|             | منظمة الشرطة الجنائية الدولية             | ?                  | ?                  |

## أعلام
هذه قائمة لبعض الشخصيات التي تربطها علاقات بالبلدين:
- ميريام كلينك (عارضة ومغنية لبنانية، 16 أغسطس 1970 – )

## وصلات خارجية
- موقع وزارة الخارجية الصربية